# Apanteles badgleyi
Apanteles badgleyi är en stekelart som beskrevs av Wilkinson 1928. Apanteles badgleyi ingår i släktet Apanteles och familjen bracksteklar. Inga underarter finns listade i Catalogue of Life.